# Ruta (roślina)

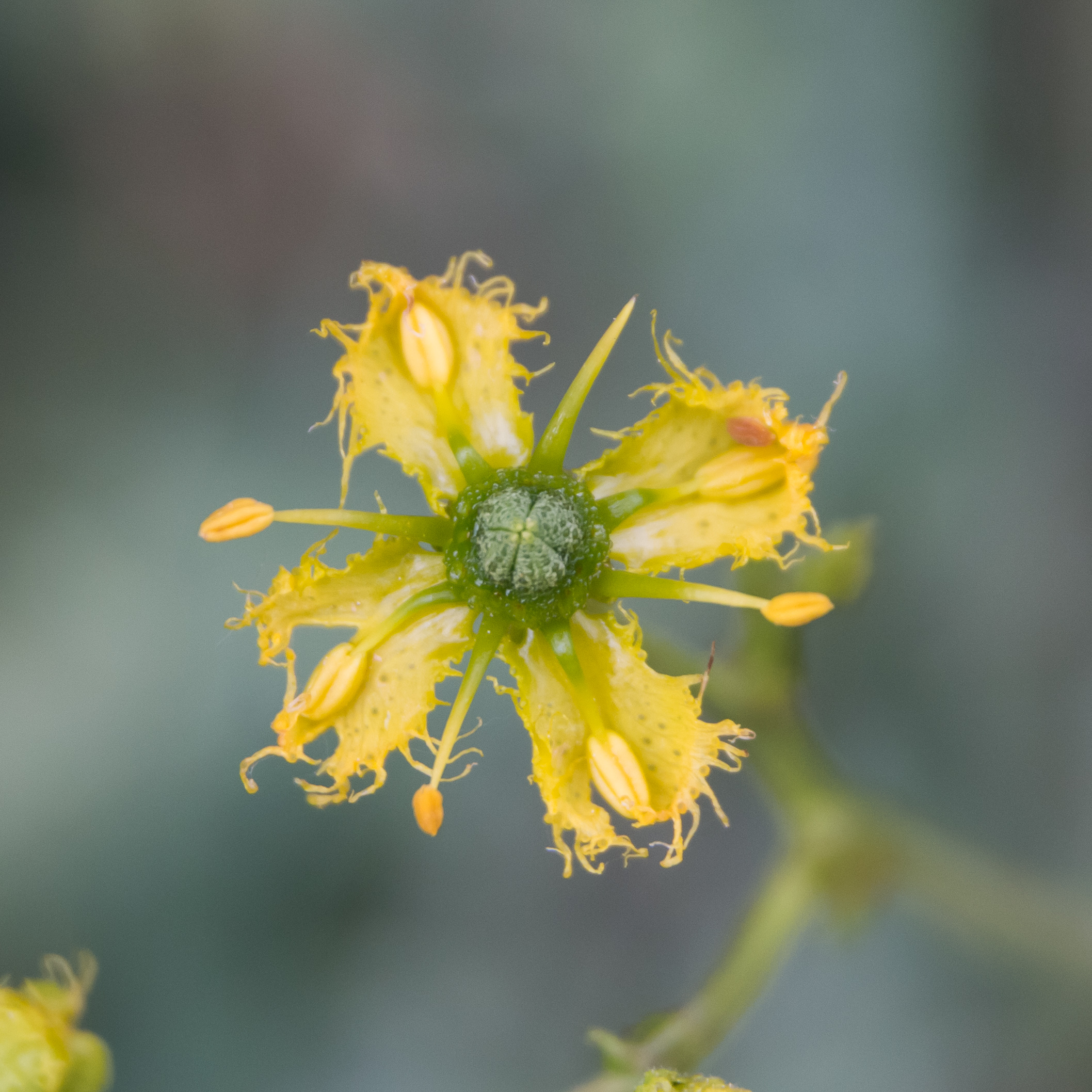
Kwiat Ruta chalepensis

Ruta (Ruta L.) – rodzaj roślin z rodziny rutowatych (Rutaceae). Obejmuje ok. 8–11 gatunków występujących głównie w basenie Morza Śródziemnego – w południowej Europie i północnej Afryce oraz na suchych obszarach Azji. Na Wyspach Kanaryjskich rosną trzy gatunki półkrzewów z tego rodzaju. Niegdyś do rodzaju tego zaliczano dziesiątki gatunków z podrodzaju Haplophyllum, współcześnie wyodrębniane jako osobny rodzaj Haplophyllum. Ruta zwyczajna Ruta graveolens jest znaną i popularną od starożytności rośliną zielarską, wykorzystywaną jako przyprawa i roślina lecznicza. Na południu Europy uprawiana jest także Ruta chalepensis.

## Morfologia
PokrójRośliny zielne lub półkrzewy, krzaczasto rozgałęziające się, osiągające zwykle do 0,75 m wysokości. Podczas kwitnienia pędy kwiatonośne przewyższają pędy wegetatywne.
LiścieSkrętoległe, głęboko i w zróżnicowany sposób podzielone. Bardzo aromatyczne.
KwiatyZebrane w wierzchotki dwu- i wieloramienne. Często szczytowy kwiat w kwiatostanie jest pięciokrotny, podczas gdy pozostałe mają po 4 elementy w okółkach okwiatu. Płatki korony charakterystyczne – żółte, łyżeczkowato wysklepione, na brzegach często z ząbkami lub włoskami. Pręcików jest 8 (w kwiecie 5-krotnym – 10). Początkowo ustawione są pionowo, po czym rozchylają się i układają poziomo na płatkach. Zalążnia jest górna. Powstaje z 4, rzadko 5 owocolistków.
OwoceTorebka otwierająca się 4 lub 5 klapkami.

## Systematyka
Przedstawiciel podrodziny Rutoideae w obrębie rodziny rutowatych (Rutaceae). Zaliczany jest do plemienia Ruteae.
Wykaz gatunków
- Ruta angustifolia Pers.
- Ruta chalepensis L.
- Ruta corsica DC.
- Ruta graveolens L. – ruta zwyczajna
- Ruta montana (L.) L.
- Ruta microcarpa Svent.
- Ruta oreojasme Webb and Berth.
- Ruta pinnata L.f.

## Zastosowanie
Zarówno ruta zwyczajna jak i Ruta chalepensis uprawiane są jako rośliny ozdobne. Gatunkiem o szerokich zastosowaniach i popularnym od wielu wieków w uprawie jest ruta zwyczajna, wykorzystywana jako roślina przyprawowa i lecznicza. Z powodu silnego aromatu stosowana od starożytności w obrzędach pogrzebowych, później także weselnych. Jest też rośliną przemysłową stosowaną do pozyskania olejku eterycznego wykorzystywanego w różnych kosmetykach. U osób wrażliwych może on wywoływać uczulenia.